# Amador de La Porte
Amador de La Porte (Picardie, ~ 1566 — Paris, 1644) fut l'oncle maternel du cardinal de Richelieu et prieur de France de l'ordre de Saint-Jean de Jérusalem de 1639 à sa mort.

## Biographie
Originaire de Picardie, fils de François de La Porte et de sa 2e femme Magdeleine Charles du Plessis-Picquet, il fut reçu de minorité dans l'ordre de Saint-Jean de Jérusalem le 11 juin 1582 avant de devenir chevalier en 1584, commandeur et enfin prieur de France.
À la suite du décès prématuré de François IV du Plessis de Richelieu (1548-1590 ; mari de Suzanne de La Porte, la fille de François de La Porte et de sa 1re épouse Claude Bochard, et la demi-sœur aînée d'Amador ; François de La Porte fut aussi, par son fils puîné Charles Ier de La Porte, le grand-père du maréchal-duc Charles II de La Porte de La Meilleraye), il exerça la fonction de tuteur envers ses neveux, dont le futur cardinal de Richelieu, Armand-Jean (1585-1642). Amador de La Porte, grâce à sa fortune personnelle, permit à Armand-Jean du Plessis et son frère Alphonse-Louis de faire leurs études au collège de Navarre, puis à l'Académie Pluvinel pour le premier.
Richelieu, devenu plus tard ministre de Louis XIII, n'oublia pas son oncle. Il le nomma gouverneur de l'Aunis et de la Saintonge, maréchal des Camps et Armées, vice-amiral de France, lui donnant ainsi autorité sur les ports de La Rochelle et de Brouage. Commandeur de l'ordre de Saint-Jean de Jérusalem et suzerain de Clichy-sous-Bois (Clichy-en-Launois), Amador de La Porte remplit également la fonction de prieur de Champagne du 18 février 1637 à sa nomination comme prieur de France à la suite du décès de Guillaume de Meaux-Boisboudran le 2 octobre.
Il a été inhumé dans l'église Sainte-Marie-du-Temple, aujourd'hui disparue.
Sa statue funéraire par Michel Bourdin le Jeune est exposée au Musée du Louvre.
Le Musée des beaux arts de Tours conserve un buste en marbre d'Amador de La Porte.